# Soyouz T-10-1
Pour les articles homonymes, voir T-10.
Ne doit pas être confondu avec Soyouz T-10.

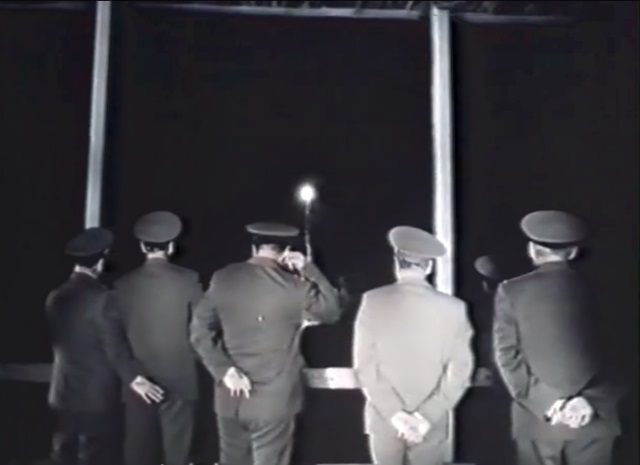
Éjection de la coiffe.

Séquence d'annulation de lancement des fusées Soyouz.

Soyouz T-10-1 (parfois référencée Soyouz T-10a en Occident) était une mission habitée soviétique à destination de la station spatiale Saliout 7. Elle ne décolla jamais, le lanceur s'étant embrasé et détruit sur son pas de tir le 26 septembre 1983, juste avant le lancement. La tour de sauvetage fonctionna avant l'explosion et sauva l'équipage,.

## Paramètres de la mission
Cette mission était la seconde tentative d'addition de panneaux solaires sur Saliout 7 après l'échec de l'amarrage de Soyouz T-8 en avril 1983. Vladimir Liakhov, résidant alors dans la station, dut finalement effectuer lui-même cette opération au cours de deux sorties extravéhiculaires ou EVA (pour Extra-Vehicular Activity) en novembre alors qu'il n'avait pas été entraîné pour.

## Déroulement
90 secondes avant le lancement, une défaillance du générateur de gaz au sein d'un des moteurs entraîna un incendie sur le pas de tir. Quelques secondes plus tard, l'équipe au sol activa la tour de sauvetage par commande radio. La capsule s'échappa alors de la fusée déjà entourée par les flammes et inclinée d'un angle de 20 degrés.
Les boulons explosifs séparèrent les modules habitables (module orbital et module de descente où se trouve l'équipage au lancement) du module de service, et le haut de la coiffe du reste de la fusée. Les fusées d'éjection s'allumèrent, tractant coiffe et modules avec une accélération de 14 à 17 g (137 à 167 m s−2) pendant 5 secondes. Les quatre stabilisateurs au sommet de la coiffe s'ouvrirent et le module de descente fut lâché à une altitude de 650 m, il largua son bouclier thermique libérant ainsi les rétro-fusées d'atterrissage, et déploya le parachute d'urgence.
La fusée explosa quelques secondes après l'éjection, détruisant le pas de tir (qui avait servi notamment pour Spoutnik 1 et Vostok 1). L'explosion fut si violente que les cosmonautes la ressentirent dans leur capsule pourtant à plusieurs kilomètres de là. Il fallut une vingtaine d'heures pour éteindre l'incendie des 180 tonnes de carburant.
L'atterrissage eut lieu à 4 km du pas de tir. C'est le seul cas (en 2023) de mise en œuvre de la tour de sauvetage en conditions réelles.
Quand les secouristes parvinrent à la capsule, les deux hommes en furent extraits et burent la vodka proposée par les secouristes, il semble que la première question que l'équipage posa était pour savoir s'ils repartiraient sur une autre mission un jour. Strekalov fut affecté à Soyouz T-11 quelques mois plus tard, tandis que Titov dut attendre 1987 pour effectuer un séjour d'un an à bord de Mir.

## Équipage
Les nombres entre parenthèses indiquent le nombre de vols spatiaux effectués par chaque individu jusqu'à cette mission incluse.
- Vladimir Titov (2)
- Guennadi Strekalov (3)